# Ilse Aichingerová
Ilse Aichingerová (1. listopadu 1921 Vídeň — 11. listopadu 2016 Vídeň) byla rakouská spisovatelka. Patřila mezi nejvýznamnější představitelky německojazyčné poválečné literatury.

## Život

### Dětství a mládí
Ilse Aichingerová a její dvojče Helga, provdaná Michie, se narodily katolickému učiteli Ludwigu Aichingerovi a židovské lékařce Bertě Aichingerové, rozené Kremerové, ve Vídni. Rodina žila v Linci, dokud otec nepožádal o rozvod.[zdroj?] Údajně trpěl bibliofilií, kterou matka těžko snášela, jiné zdroje uvádějí, že nechtěl svoji kariéru ohrozit židovským původem své ženy. Matka se s dětmi přestěhovala zpátky do Vídně, kde Ilse Aichingerová žila převážně u své židovské babičky či v klášterní škole.
Anšlus znamenal pro rodinu pronásledování a ohrožení života. Helga utekla v červenci 1939 do Velké Británie, zbytek rodiny ji ale nemohl následovat, protože vypukla druhá světová válka. Ilse Aichingerová zůstala u své matky, která byla od deportace ušetřena jakožto matka napůl židovského nezletilého dítěte. Matka přišla o své místo.
Ilse Aichingerová žila naprosto v izolaci od veřejnosti, samozřejmě nemohla studovat. Během války byly s matkou povolány do služby. Po dosažení plnoletosti dcery-míšenky vypršela ochranná doba a Ilsině matce hrozilo, že bude deportována. Proto matku skrývala – v pokoji přímo naproti sídlu gestapa v někdejším Hotelu Metropol na Morzinplatzu. Babička a mladší sourozenci matky byli roku 1942 deportováni a přišli o život ve vyhlazovacím táboře Malý Trostinec v blízkosti Minsku.

### Studium a tvorba
Roku 1945 začala Ilse Aichingerová studovat medicínu, po pěti semestrech však studium přerušila, aby se věnovala psaní autobiografického románu Větší naděje (Die grössere Hoffnung). Kritik Hans Weigel jí doporučil, aby se se svými texty obrátila na nakladatelství S. Fischer, kde její dílo později vycházelo. V letech 1949/50 pracovala Ilse v tomto nakladatelství jako lektorka, poté jako asistentka Inge Aicher-Schollové na Vysoké umělecké škole v Ulmu (Inge Schollová byla sestra sourozenců Schollových, známých německých revolucionářů, kteří tragicky zahynuli).
Roku 1951 byla poprvé pozvána na setkání Skupiny 47, kde se seznámila se svým pozdějším manželem Günterem Eichem. Roku 1952 získala za svůj Zrcadlový příběh (Spiegelgeschichte) Cenu Skupiny 47. Stejného roku vyšla uznávaná Promluva pod šibenicí (Rede unter dem Galgen). Roku 1953 se vdala za Güntera Eicha. Manželé žili se svými dětmi, Clemensem, který se stal rovněž spisovatelem, a Mirjam, nejdříve v německém Lenggriesu, poté v Breitbrunnu am Chiemsee a od roku 1963 v Großgmain u Salcburku. V roce svatby byla vysílána první rozhlasová hra Aichingerové Knoflíky.

### Pozdní léta
Roku 1972 zemřel Günter Eich. O devět let později, po smrti matky, se Ilse Aichingerová přestěhovala do Frankfurtu nad Mohanem a 1988 do Vídně, kde po delší tvůrčí pauze koncem devadesátých let opět začala psát. Získávala pravidelně renomovaná literární ocenění, přestože její texty byly stále kratší a bylo jich čím dál méně. 1996 podepsala Frankfurtské prohlášení o reformě pravopisu a zakázala, aby její texty v čítankách byly uzpůsobovány novým pravidlům pravopisu.
Poté, co její syn Clemens zahynul při nehodě v únoru 1998, se téměř naprosto stáhla z veřejného literárního života. Dva roky poté vyšly po čtrnáctileté pauze částečně autobiografické eseje Film a osud (Film und Verhängnis). Následovaly dvě úzké sbírky, obsahující texty pro deník Die Presse. Ilse Aichinger žila ve Vídni, kde téměř denně navštěvovala svoji oblíbenou kavárnu Café Demel na Michaelerplatzu a často chodila do kina, které bylo její velkou vášní.

## Dílo

### Raná tvorba
Od počátku své tvorby Aichingerová ve svých dílech vyjadřuje kritiku politické a společenské situace a vyslovuje se proti falešné harmonii a zapomínání historie. Již roku 1945 napsala text o životě v koncentračním táboře Čtvrtá brána (Das vierte Tor), a to jako první v rakouské literatuře. Rok poté napsala ve svém eseji Výzva k nedůvěře (Aufruf zum Misstrauen): „Musíme být sami k sobě nedůvěřiví. K jasnosti našich záměrů, k hloubce našich myšlenek, k dobru našich skutků! Musíme nedůvěřovat naší vlastní upřímnosti!“ S touto výzvou proti potlačování historie a k nelítostivé analýze sama sebe se Ilse Aichingerová otočila zády k tzv. literatuře holoseče (Kahlschlagliteratur), jejíž stoupenci propagovali na konci druhé světové války radikální nový začátek.
Roku 1948 publikovala svůj jediný román Větší naděje, ve kterém autobiograficky líčí osud mladé poloviční židovky v době národního socialismu. Román neobsahuje realistické znázornění potupy, strachu a zoufalé naděje, nýbrž alegorické líčení v deseti chronologicky řazených obrazech z perspektivy patnáctileté dívky. Nejedná se o logické chronologické vyprávění, text je spíše spletí ze snu, pohádky, mýtu a faktů. Monology se střídají s dialogy, auktoriální vyprávění s osobním.
Zejména na počátku 50. let se o ní hovořilo jako o „slečně Kafkové“, přímý vliv díla Franze Kafky na její tvorbu je však diskutabilní. Ona sama v děkovné řeči při převzetí Kafkovy ceny prohlásila, že Kafku prakticky nečte a ani číst nemůže.

### Kritika řeči
Všechna díla Aichingerové jsou charakteristická výraznou tendencí ke stručnosti. Řeč je pro Aichingerovou stále víc něčím jako nepoužitelným výrazovým prostředkem. S tím souvisí čím dál méně textů, které autorka zveřejňuje, a pokud již něco zveřejní, jsou velmi krátké – až je lze často označit za pouhé aforismy (tzv. špatná slova – Schlechte Wörter; obměna Eichových „krtků“).
V souvislosti s touto tendencí se hovoří s „poetikou mlčení“, která je formou odmítání jakéhokoli konformismu.

## Ocenění
Mimo jiné:
- 1952: Literární cena Skupiny 47[7], Pocta v rámci Ceny René Schickeleho
- 1955: Immermannova Cena; Literární cena města Brémy (za sbírku povídek Spoutaný (Der Gefesselte. Erzählungen))
- 1979: Cena Georga Trakla
- 1979: Cena Franze Nabla
- 1982: Petrarcova cena
- 1983: Cena Franze Kafky[6]
- 1984: Cena Marie Luise Kaschnitz
- 1984: Cena Güntera Eicha
- 1987: Europalia – Literární cena Evropského společenství
- 1988: Weilheimská cena
- 1995: Velká rakouská cena za literaturu
- 1997: Cena Ericha Frieda
- 2000: Cena Josepha Breitbacha

## Dílo

### Próza
- Větší naděje (Die größere Hoffnung). Román. Bermann-Fischer, Amsterdam 1948.
- Proslov pod šibenicí (Rede unter dem Galgen). Povídky. Jungbrunnenverlag, Wien 1952.
- Spoutaný (Der Gefesselte). Povídky. S. Fischer, Frankfurt am Main 1953.
- Eliza Eliza. Povídky. S. Fischer, Frankfurt am Main 1965.
- Zpráva o dni (Nachricht vom Tag). Povídky. S. Fischer, Frankfurt am Main 1970.
- Moje řeč a já (Meine Sprache und ich). Povídky. S. Fischer, Frankfurt am Main 1978.
- Kleist, Moos, Fasane. S. Fischer, Frankfurt am Main 1996.
- Ledové krystaly. Humphrey Bogart a Titanic (Eiskristalle. Humphrey Bogart und die Titanic.) S. Fischer, Frankfurt am Main 1997.
- Film a osud (Film und Verhängnis. Blitzlichter auf ein Leben). S. Fischer, Frankfurt am Main 2001.
- Vlk a sedm mladých kůzlátek (Der Wolf und die sieben jungen Geißlein). Edition Korrespondenzen, Wien 2004.
- Nevěrohodné cestování (Unglaubwürdige Reisen). S. Fischer, Frankfurt am Main 2005.
- Subtexty (Subtexte). Edition Korrespondenzen, Wien 2006.

### Poezie
- Darovaná rada (Verschenkter Rat). S. Fischer, Frankfurt am Main 1978.
- Zkraty (Kurzschlüsse). Edition Korrespondenzen, Wien 2001.

### Rozhlasové hry
- Knoflíky (Knöpfe). 1953.
- V žádnou hodinu (Zu keiner Stunde). S. Fischer, Frankfurt am Main 1957.
- Francouzské poselství (Französische Botschaft). 1960.
- Bílé chryzantémy (Weiße Chrysanthemen). 1961.
- Návštěva na faře. Tři dialogy (Besuch im Pfarrhaus. Ein Hörspiel. Drei Dialoge). S. Fischer, Frankfurt am Main 1961.
- Odpoledne v Ostende (Nachmittag in Ostende). 1968.
- Sestry Jouetovy (Die Schwestern Jouet). 1969.
- Auckland. Vier Hörspiele. S. Fischer, Frankfurt am Main 1969.
- Gare Maritime. 1976.

### Sbírky
- Heinz F. Schafroth (Hrsg.): Dialoge, Erzählungen, Gedichte. Reclam, Stuttgart 1971.
- Špatná slova (Schlechte Wörter). S. Fischer, Frankfurt am Main 1976.
- Básně a próza (Gedichte und Prosa). Gymnasium Weilheim, Weilheim i. OB. 1980.
- Dílo v osmi svazcích (Werke in acht Bänden). S. Fischer, Frankfurt am Main 1991.
- Zápisky 1950–1985 (Aufzeichnungen 1950–1985). Reclam, Leipzig 1992.

## Dílo v českém překladu
- Kde bydlím, Praha: Mladá fronta, 1966, přel. Jitka Bodláková (Reedice tohoto svazku v nakladatelství Kentaur, 1993)
- Vrabec v hrsti, Příbram: Pistorius & Olšanská, 2010, ed. a přel. Michaela Jacobsenová (s použitím několika překladů J. Bodlákové)
- Ilse Aichingerová [tematický blok], in: Souvislosti, roč. 23, č. 2/2011, s. 174–208, přel. Michaela Jacobsenová a Nikola Mizerová (s básní Güntera Eicha Pro Ilse v překladu Jonáše Hájka)